# Elżbieta Pietruska-Madej

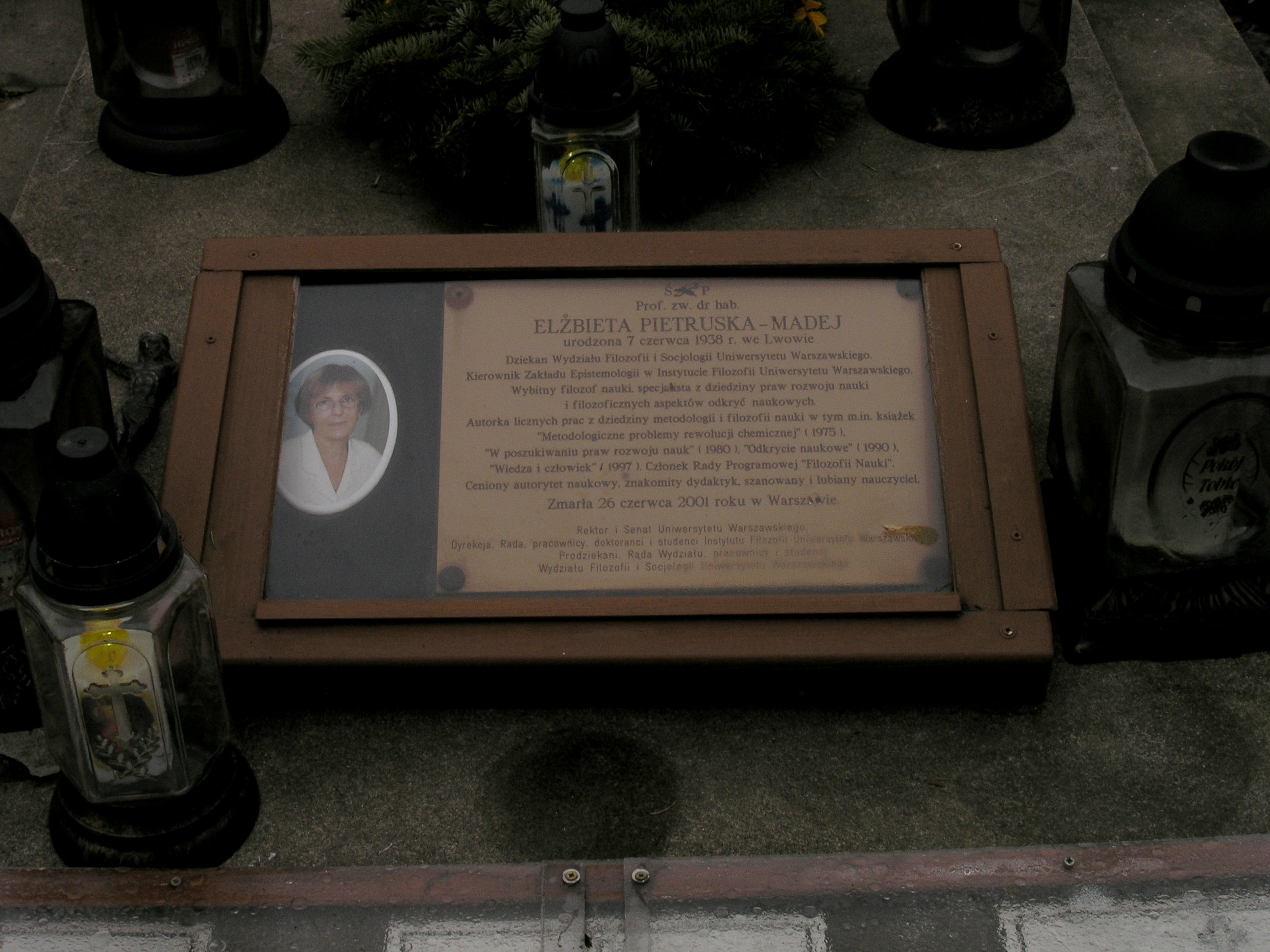
Grób Elżbiety Pietruskiej-Madej na cmentarzu Wawrzyszewskim w Warszawie

Elżbieta Pietruska-Madej (ur. 7 czerwca 1938 we Lwowie, zm. 26 czerwca 2001 w Warszawie) – polska filozof, profesor zw. dr hab. nauk humanistycznych, specjalistka w zakresie prawa rozwoju nauki i filozoficznych aspektów odkryć naukowych, dziekan Wydziału Filozofii i Socjologii UW, członek PAN.
Pochowana na cmentarzu Wawrzyszewskim w Warszawie.